# Конављани
Конављани (грч. Καναλῖται) су били српско племе које је током раног средњег вијека настањивало територију Конавала. Сусједи на сјеверу су им били Травуњани, а на западу Захумљани.
Према Порфирогениту, Срби који су се доселили у Конавле били су потомци некрштених Срба, који су за вријеме Непознатог кнеза дошли из Бијеле Србије и затражили заштиту цара Ираклија.
По досељењу у Конавле, поменути Срби су добили регионално име по називу области.
По опсегу територије, били су најмање приморско племе и нису играли важнију улогу. У 7. и 8. вијеку су били повезани са сусједним племенима у велики српски племенски савез. Са стабилизацијом стања на Балкану, међуплеменски односи у 8. вијеку су се погоршали. Тешко је рећи када су Конављани повратили незавиност. Разна српска племена почела су у то вријеме да се организују у засебне државе, али то нису успјели и Конављани због своје малобројности.

## Литератира
- Благојевић, Милош; Медаковић, Дејан (2000). Историја српске државности. 1. Нови Сад: Огранак САНУ.
- Живковић, Тибор (2002). Јужни Словени под византијском влашћу (600-1025). Београд: Историјски институт САНУ, Службени гласник.
- Живковић, Тибор (2004). Црквена организација у српским земљама: Рани средњи век. Београд: Историјски институт САНУ, Службени гласник.
- Коматина, Предраг (2015). „Политички положај Конавала у IX и X веку”. Иницијал: Часопис за средњовековне студије. 3: 11—21.
- Moravcsik, Gyula, ур. (1967) [1949]. Constantine Porphyrogenitus: De Administrando Imperio (2. изд.). Washington: Dumbarton Oaks Center for Byzantine Studies.
- Томовић, Гордана (2005). „О глагољском натпису из Конавала” (PDF). Историски часопис. 52: 23—31.
- Ћирковић, Сима (1995). Срби у средњем веку. Београд: Идеа.
- Ћирковић, Сима (2004). Срби међу европским народима. Београд: Equilibrium.
- Ферјанчић, Божидар (1959). „Константин VII Порфирогенит”. Византиски извори за историју народа Југославије. 2. Београд: Византолошки институт. стр. 1—98.
- Skowronek, Jerzy; Tanty, Mieczysław; Wasilewski, Tadeusz (1988). Historia Słowian południowych i zachodnich. Warszawa: PWN. ISBN 978-83-01-07549-1.
- Felczak, Wacław; Wasilewski, Tadeusz (1985). „Historia Jugosławii do XVIII wieku”. Historia Jugosławii. Wrocław: Ossolineum. ISBN 978-83-04-01638-5.